# Ephesia delicata
Ephesia delicata är en fjärilsart som beskrevs av Benoît Vincent 1913. Ephesia delicata ingår i släktet Ephesia och familjen nattflyn. Inga underarter finns listade i Catalogue of Life.